# 东普里马韦拉
东普里马韦拉是巴西马托格罗索州的一个市镇。总面积5472.207平方公里，总人口44757人，人口密度8.2人/平方公里。